# Acusilas spiralis
Acusilas spiralis là một loài nhện trong họ Araneidae.
Loài này thuộc chi Acusilas. Acusilas spiralis được miêu tả năm 2008 bởi Joachim Schmidt & Scharff.